# Madambakkam
Madambakkam là một thị xã panchayat của quận Kancheepuram thuộc bang Tamil Nadu, Ấn Độ.

## Địa lý
Madambakkam có vị trí 12°51′B 80°03′Đ / 12,85°B 80,05°Đ Nó có độ cao trung bình là 29 mét (95 feet).

## Nhân khẩu
Theo điều tra dân số năm 2001 của Ấn Độ, Madambakkam có dân số 16.556 người. Phái nam chiếm 50% tổng số dân và phái nữ chiếm 50%. Madambakkam có tỷ lệ 82% biết đọc biết viết, cao hơn tỷ lệ trung bình toàn quốc là 59,5%: tỷ lệ cho phái nam là 85%, và tỷ lệ cho phái nữ là 78%. Tại Madambakkam, 9% dân số nhỏ hơn 6 tuổi.